# Грабовська Серафима Корніївна
Серафи́ма Корні́ївна Грабо́вська (1909 , Маслове, Маслівська волость, Чигиринський повіт, Київська губернія, Російська імперія  — невідомо ) — український державний діяч. Депутат Верховної Ради УРСР першого скликання (1938–1947).

## Біографія
Народилася 1909 року в бідній багатодітній селянській родині в селі  Маслове, нині Шполянський район, Черкаська область, Україна. Під час Першої світової війни батько був на фронті, помер 1924 року. Освіта — два класи сільської школи. Працювала у наймах.
1929 року вступила до місцевого колгоспу «Перемога», з 1931 року була ланковою. 1933 року мати й сестра померли. 1935 року була делегатом II з'їзду колгоспників-ударників у Москві.
З 1938 року — голова Маслівської сільської ради Златопільського району Київської області (з 10 січня 1939 року — Кіровоградської області), з 15 грудня 1938 року — завідувач Златопільського районного відділу соціального забезпечення.
1938 року була обрана депутатом Верховної Ради УРСР першого скликання по Златопільській виборчій окрузі № 98 Київської  області.
Член ВКП(б) з 1939 року.
Під час Великої Вітчизняної війни — в евакуації в Краснодарському краї, з 1942 року — у Грузинській РСР, працювала в місцевих колгоспах.
З 1944 року повернулася на Україну, станом на березень 1945 року — заступник голови Златопільської районної ради по державному забезпеченню.